# World Book Encyclopedia
World Book Encyclopedia é, de acordo com World Book, Inc., seus editores nos Estados Unidos da América, "a enciclopédia número um em vendas no mundo". Sua sede fica na cidade de Chicago. A primeira edição, de 1917, era formada por oito volumes. Novas edições foram lançadas desde então, a cada ano, menos em 1920, 1924 e 1932, com as maiores revisões tendo ocorrido em 1929 (13 volumes), 1947 (18 mil ilustrações), 1960 (20 volumes) e 1988.
A World Book Encyclopedia também é publicada em meio eletrônico para Microsoft Windows e Apple Macintosh. As edições eletrônicas contêm o texto inteiro dos 22 volumes impressos mais ilustrações, videoclips, imagens 3D panorâmicas e som.
Em 1961 a World Book produziu uma edição em braille, que ocupou 145 volumes e aproximadamente 40 mil páginas.